# Eikers kommun
Eikers kommun (norska: Eiker kommune) var en kommun i Buskerud fylke i sydöstra Norge. Kommunen hade en omfattning motsvarande nuvarande Øvre Eikers kommun samt den västra delen av nuvarande Drammens kommun.

## Administrativ historik
Eikers kommun upprättades den 1 januari 1838 (som Eger formannskapsdistrikt) när Formannskapslovene från 1837 trädde i kraft.
1843 överfördes ett obebott område från Eikers kommun (Egers kommun) till Skogers kommun. Det området fördes samtidigt över från Buskerud fylke till Vestfold fylke. 
Den 1 juli 1885 delades kommunen i två och de båda kommunerna Nedre Eiker respektive  Øvre Eiker bildades. Den gamla kommunen hade vid delningen totalt 11 531 invånare.